# 공공직업안정소

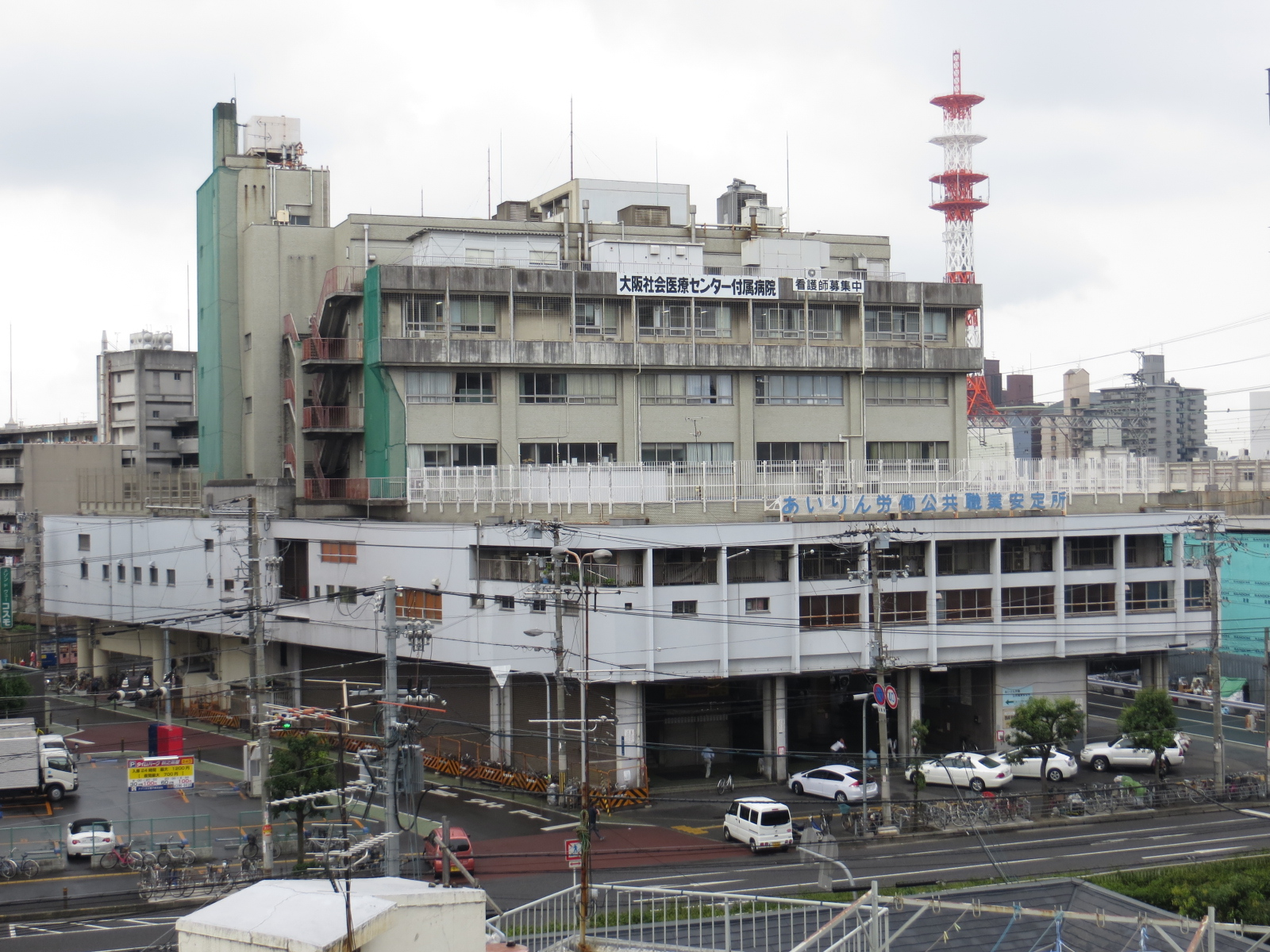
오사카 아이린지구의 헬로워크.

공공직업안정소(일본어: 公共職業安定所 코쿄쇼쿠교안테이죠[*])란 후생노동성 설치법 제23조에 근거해서 설치되는, “국민에게 안정된 고용기회를 확보하는 것”을 목적으로 나라(후생노동성)이 설치하는 행정기관이다. 약칭은 직안(일본어: 職安 쇼쿠안[*]), 헬로워크(일본어: ハローワーク 하로와쿠[*], 영어: HelloWork).
국제노동기구의 1948년 직업안정조직조약(ILO 제88호)에 따라 비준국에 설치가 요구되는 공적고용안정조직의 위상을 가지고 있으며, 일본은 해당 조약을 1954년에 비준했다. 구직자에게 취직을 상담, 지도, 고용보험 수급 절차를 알선하며, 고용주에게 보조금 신청 창구 업무, 구인 수리 등의 서비스를 제공한다. 단속, 규제는 업무로 하지 않는다.